# Вулиця Пушкіна (Луганськ)
Вулиця Пушкіна (Пушкінська вулиця) — вулиця в історичному центрі Луганська.
Починається від вул. К. Маркса.

## Історичний огляд

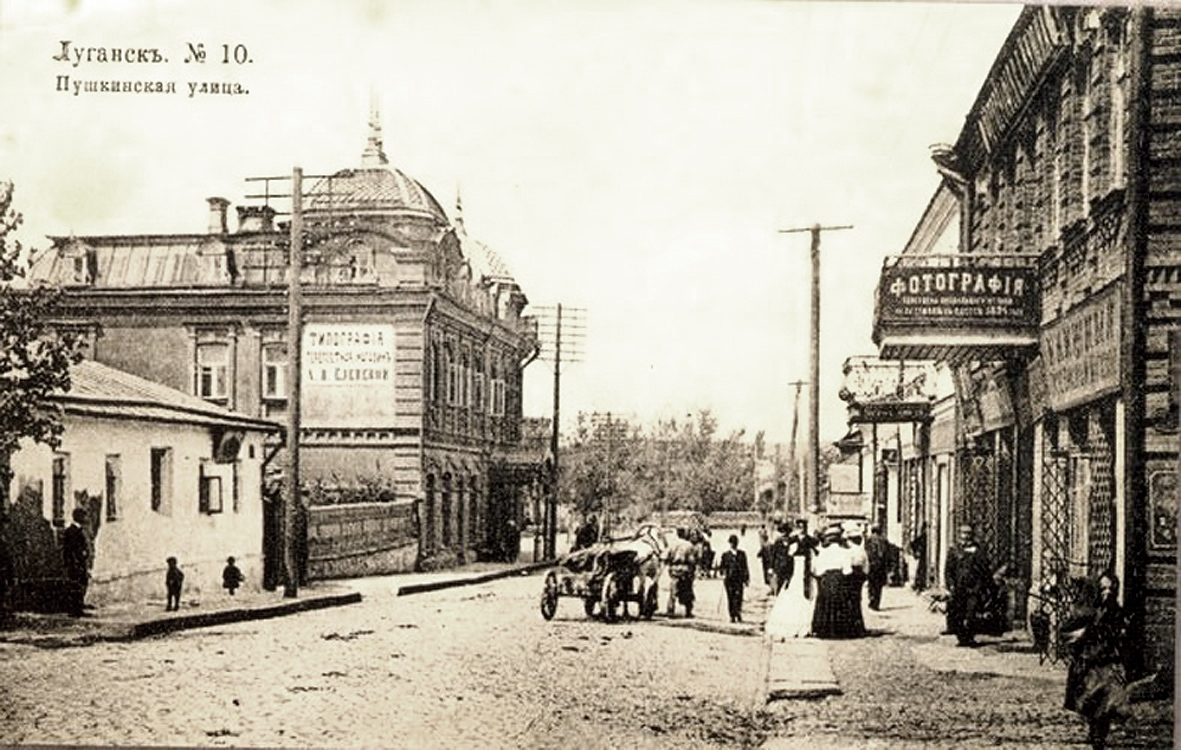
Пушкінська вулиця. Поч. XX ст.

На місці майбутньої вулиці проходив Вільхівський канал, яким подавали воду до заводського ставка.
Після надання Луганську статусу повітового міста розпочинається забудова вулиць. У 1887 році канал був засипаний, а на його місці розпланована Пушкінська вулиця. На ній з'являються житлові будинки, крамниці місцевих купців, гірничо-комерційний клуб і цирк. 1912 року вулиця була електрифікована.
У перші роки радянської влади тут була зведена будівля обкому КПУ.
Будівлі значно постраждали у період Другої світової війни.

## Пам‘ятки архітектури
У 1944–1952 роках будується готель «Октябрь» (тепер «Україна»), який перетворився на архітектурну домінанту вулиці й одну з головних окрас міста.
До пам‘яток архітектури відносяться також проектний інститут «Діпрошахт» (1944) і нова споруда гірнично-комерційного клубу (згодом Будинок культури залізничників).
1949 року на місці зруйнованого гірничо-комерційного клуба звели будівлю українського музично-драматичного театру (з 1963 року — обласного драматичного театру, з 1970 року — палацу культури залізничників, з 2002 року —  Луганського обласного палацу культури).
1996 року відкрили пам'ятник першому голові міста Миколаю Холодиліну.